# RTCN Chojna
RTCN Chojna (Radiowo-Telewizyjne Centrum Nadawcze Chojna) – wieża o wysokości 126 m znajdująca się w Chojnie koło Wągrowca. Właścicielem obiektu jest Emitel sp. z o.o.

## Parametry[1]
- Wysokość zawieszenia systemów antenowych: TV: 120 m n.p.t.

## Transmitowane programy

### Programy telewizyjne - cyfrowe[1][2]
| Nazwa multipleksu | Częstotliwość (MHz) | Kanał | Moc (kW) | Polaryzacja | Charakterystyka promieniowania | Standard nadawania | Kompresja | Data uruchomienia nadajnika |
| ----------------- | ------------------- | ----- | -------- | ----------- | ------------------------------ | ------------------ | --------- | --------------------------- |
| MUX 1             | 650 MHz             | 43    | 20 kW    | pozioma (H) | dookólna (ND)                  | DVB-T2             | HEVC      | 8 maja 2012                 |
| MUX 2             | 658 MHz             | 44    | 20 kW    | pozioma (H) | dookólna (ND)                  | DVB-T2             | HEVC      | 30 grudnia 2011             |
| MUX 3 (Poznań)    | 554 MHz             | 31    | 23 kW    | pozioma (H) | dookólna (ND)                  | DVB-T              | MPEG-4    | 20 maja 2013                |
| MUX 4             | 642 MHz             | 42    | 20 kW    | pozioma (H) | dookólna (ND)                  | DVB-T2             | HEVC      | 1 września 2021             |
| MUX 6             | 498 MHz             | 24    | 20 kW    | pozioma (H) | dookólna (ND)                  | DVB-T2             | HEVC      | 1 maja 2021                 |
| MUX 8             | 205,5 MHz           | 9     | 40 kW    | pionowa (V) | kierunkowa (D)                 | DVB-T              | MPEG-4    | 1 grudnia 2016              |